# Hans Dekkers (cyclisme, 1981)
Pour les articles homonymes, voir Hans Dekkers et Dekkers.
Hans Dekkers, né le 8 août 1981 à Eindhoven, est un coureur cycliste néerlandais.

## Biographie
Hans Dekkers a commencé sa carrière en 2002 au sein de l'équipe Rabobank Espoirs avant de rejoindre l'équipe première en 2004. En 2006, il rejoint l'équipe française Agritubel pour deux saisons. En 2008, il porte les couleurs de l'équipe belge Mitsubishi-Jartazi. Bon sprinteur, il s'impose principalement dans des étapes de courses du calendrier continental.

## Palmarès et résultats

### Palmarès par année
- 1998
  - 8e étape du Tour de l'Abitibi
  - 3e de l'Acht van Bladel
- 2000
  - 2e de la Zuidkempense Pijl
- 2001
  - Étoile du Brabant
  - 6e étape du Ruban granitier breton
  - 1re étape du Tour de Mainfranken
  - 5e étape du Tour de la province d'Anvers
  - 3e de l'Omloop van de Braakman
- 2002
  - 1re étape du Triptyque des Monts et Châteaux
  - Grand Prix de Waregem
  - 2e étape des Deux Jours du Gaverstreek
  - 1re étape du Ruban granitier breton
  - 7e étape de l'Olympia's Tour
  - 2e et 4e étapes du Tour de Mainfranken
  - Circuit des régions flamandes
  - 3e des Deux Jours du Gaverstreek
  - 3e du ZLM Tour
  - 3e du championnat des Pays-Bas sur route espoirs
- 2003
  - 1re et 4e étapes du Tour de Normandie
  - 1re étape du Triptyque des Monts et Châteaux
  - 2e, 4e et 5e étapes de l'Olympia's Tour
  - 2e de la Beverbeek Classic
  - 2e du championnat des Pays-Bas sur route espoirs
- 2004
  - 3e du Prix national de clôture
- 2005
  - 2e, 6e et 7e étapes du Tour de Normandie
  - 2e et 4e étapes du Tour du Loir-et-Cher
  - 1re et 4e étapes de l'Olympia's Tour
  - Mémorial Philippe Van Coningsloo
  - 3e étape du Grand Prix International CTT Correios de Portugal
  - 2e de la Beverbeek Classic
  - 2e du Tour du Loir-et-Cher
- 2006
  - 3e étape du Tour de l'Avenir
  - 2e du championnat des Pays-Bas du scratch
  - 3e du Grand Prix de la ville de Rennes
  - 3e du Grand Prix de Denain
- 2007
  - 2e étape des Trois Jours de Flandre-Occidentale
- 2008
  - Prix national de clôture
  - 2e du Circuit des bords flamands de l'Escaut
- 2009
  - 1re étape du Tour du Qatar (contre-la-montre par équipes)
  - 4e étape de l'International Cycling Classic
  - 2e de l'International Cycling Classic
- 2014
  - Wim Hendriks Trofee
- 2015
  - 2e du Mémorial Staf Segers
- 2016
  - 3e du championnat des Pays-Bas des élites sans contrat
- 2017
  -  Champion des Pays-Bas des élites sans contrat
  - 2e du Mémorial Danny Jonckheere
- 2018
  - 1re étape du Tour de Tenerife
  - 3e du championnat des Pays-Bas des élites sans contrat

### Classements mondiaux
| Année           | 2005 | 2006 | 2007 | 2008 | 2009 | 2010 | 2011   |
| --------------- | ---- | ---- | ---- | ---- | ---- | ---- | ------ |
| UCI Europe Tour | 20e  | 182e | 388e | 86e  |      | 852e | 1 030e |